# 23 Dywizjon Rakietowy Obrony Powietrznej
23 dywizjon rakietowy Obrony Powietrznej (23 dr OP) – samodzielny pododdział Wojsk Obrony Przeciwlotniczej Sił Powietrznych.
Dywizjon  sformowany został w 1963 roku w Gdańsku-Sobieszewie, podlegał dowódcy 4 Gdyńskiej Brygady Rakietowej Obrony Powietrznej. Rozformowany w roku 1999.

## Historia i powstanie
Dywizjon został sformowany na podstawie rozkazu organizacyjnego dowódcy Wojsk OPK z 12 stycznia 1963, jako 23 dywizjon ogniowy artylerii rakietowej w składzie 60 Brygady Artylerii OPK w Gdyni. Pierwszym uzbrojeniem dywizjonu był przeciwlotniczy zestaw rakiet ziemia – powietrze średniego zasięgu typu S-75M „Wołchow”.

## Dowódcy dywizjonu
- maj 1964 – marzec 1968 – kpt. Zenon Szymańczak
- 1968–1975 – ppłk Stanisław Wiśniowski
- 1975–1976 – mjr Jan Kulesza
- 1976–1980 – mjr Czesław Sulima
- 1980–1985 – mjr Mieczysław Kaczmarek
- 1985–1988 – kpt. Mirosław Badocha
- 1988–1993 – ppłk Janusz Dudzikowski
- 1993–1999 – ppłk Ireneusz Kozłowski[3].